# Red Lights (canção)
"Red Lights" é uma canção da banda do DJ holandês Tiësto. É a primeira faixa como também o segundo single do álbum A Town Called Paradise (2014), lançada em 13 de dezembro de 2013. A canção é uma mudança musical em relação aos lançamentos anteriores do músico, uma vez que se afasta de seu som influenciado pelo trance e o vê experimentando novos gêneros por meio da incorporação de elementos acústicos em sua música, o que destaca sua capacidade de se adaptar ao mercado de EDM progressivo.
"Red Lights" recebeu geralmente críticas mistas dos críticos contemporâneos, tendo um desempenho moderado na maioria dos principais mercados musicais. Tornou-se o primeiro hit de Tiësto na Escócia; seu primeiro Top 10 no Reino Unido e seu single de maior sucesso na Irlanda e na Austrália. Também se tornou o segundo single de maior sucesso de Tiësto nos Estados Unidos. 

## Lista de faixas
1. "Red Lights" – 4:23
2. "Red Lights" (Extended Mix) – 6:01
3. "Red Lights" (Afrojack Remix) – 5:34
4. "Red Lights" (Twoloud Remix) – 5:50
5. "Red Lights" (Fred Falke Remix) – 6:44
6. "Red Lights" (Blame Remix) – 4:19

## Paradas musicais
| País/Parada (2013–14)                             | Melhor posição |
| ------------------------------------------------- | -------------- |
| Austrália (ARIA)                                  | 8              |
| Áustria (Ö3 Austria Top 75)                       | 36             |
| Bélgica (Ultratip Bubbling Under de Flandres)     | 32             |
| Bélgica (Ultratop Flandres)                       | 28             |
| Bélgica (Ultratip Bubbling Under da Valônia)      | 20             |
| Bélgica Dance (Ultratop Valônia)                  | 16             |
| Canadá (Canadian Hot 100)                         | 41             |
| Comunidade dos Estados Independentes (Tophit)     | 55             |
| República Checa (Rádio Top 100)                   | 83             |
| República Checa (Singles Digitál Top 100)         | 47             |
| Dinamarca (Hitlisten)                             | 10             |
| Finlândia (Suomen virallinen lista)               | 11             |
| França (SNEP)                                     | 156            |
| Alemanha (Offizielle Deutsche Charts)             | 29             |
| Hungria (Dance Top 40)                            | 39             |
| Hungria (Rádiós Top 40)                           | 8              |
| Hungria (Single Top 40)                           | 20             |
| Irlanda (IRMA)                                    | 3              |
| Países Baixos (Dutch Top 40)                      | 22             |
| Países Baixos (Single Top 100)                    | 42             |
| Noruega (VG-lista)                                | 5              |
| Polónia (Dance Top 50)                            | 13             |
| Escócia (Scottish Singles Chart)                  | 1              |
| Eslováquia (Rádio Top 100)                        | 46             |
| Suécia (Sverigetopplistan)                        | 9              |
| Suíça (Schweizer Hitparade)                       | 74             |
| Reino Unido (UK Singles Chart)                    | 6              |
| Reino Unido (UK Dance Chart)                      | 2              |
| Estados Unidos (Billboard Hot 100)                | 56             |
| Estados Unidos (Billboard Dance/Electronic Songs) | 5              |
| Estados Unidos (Billboard Dance Club Songs)       | 2              |
| Estados Unidos (Billboard Mainstream Top 40)      | 17             |

| País/Parada (2014)                      | Posição fixada |
| --------------------------------------- | -------------- |
| Austrália (ARIA)                        | 99             |
| Hungria (Rádiós Top 40)                 | 52             |
| Países Baixos (Dutch Top 40)            | 80             |
| Rússia (Tophit)                         | 86             |
| Suécia (Sverigetopplistan)              | 40             |
| Ucrânia (Tophit)                        | 117            |
| Estados Unidos (Dance Club Songs)       | 20             |
| Estados Unidos (Dance/Electronic Songs) | 18             |